# Toloella eximia
Toloella eximia är en spindelart som beskrevs av Arthur M. Chickering 1946. Toloella eximia ingår i släktet Toloella och familjen hoppspindlar. Inga underarter finns listade i Catalogue of Life.